# روبرت دبليو. شاندلير
روبرت دبليو. شاندلير (بالإنجليزية: Robert W. Chandler)‏ هو صحفي أمريكي، ولد في 12 مايو 1921 في ماريسفيل في الولايات المتحدة، وتوفي في 12 يوليو 1996 في بيند في الولايات المتحدة.